# NGC 1494
NGC 1494 (również PGC 14169) – galaktyka spiralna z poprzeczką (SBcd), znajdująca się w gwiazdozbiorze Zegara. Odkrył ją John Herschel 28 grudnia 1834 roku.